# Эндруп, Рудольф
Рудольф Эндруп (партийный псевдоним Краузе, латыш. Krauze; 20 июня 1878, усадьба Содыни, Туккумский уезд, Курляндская губерния, Российская империя — 1938, полигон «Коммунарка», Москва) — латышский марксист, участник революционного движения, один из основателей Латвийской социалистической советской республики. Был председателем рижского совета в 1917 году в республике Исколат. В правительстве Латвийской социалистической советской республики (3 января — 22 мая 1919 года) занимал должности министра финансов и министра продовольствия. Также был известен под революционными псевдонимами Граф и Видиньш.

## Участие в социал-демократическом революционном движении
Был активным участником социал-демократического рабочего движения в Курляндии и Лифляндии с 1902 года. Работал в Либаве, Риге, Митаве, занимался пропагандой социал-демократических настроений среди рабочих.
После официального создания Латвийской социал-демократической рабочей партии в 1904 году участвовал в подготовке революционных выступлений 1905 года. На первом съезде ЛСДРП был избран членом ЦК этой организации. Член ЦК ЛСДРП с 1905 года в процессе революционных событий. Он руководил боевыми дружинами в Риге и Либаве, участвовал в подрывной деятельности против структур правопорядка и губернских ведомств Прибалтийского края. С 1910 по 1914 года занимался пропагандистской деятельностью, распространял агитационные материалы, редактировал журнал «Arodnieks» («Ремесленник»). Неоднократно подвергался арестам, в частности, был задержан в 1916 году и затем приговорён к ссылке в Сибирь, однако вскоре бежал.
После Февральской революции в Прибалтийских губерниях возник кризис государственной власти — начали создаваться комитеты Временного правительства (в частности, главой такого комитета Лифляндской губернии стал Карлис Ульманис), а параллельно латышские революционеры-большевики приступили к формированию альтернативных органов исполнительной власти. Вскоре по инициативе Центрального комитета Латвийской социал-демократии было созвано первое заседание Исколата (июль 1917 года), а Рудольф Эндруп, вошедший в его состав, занял должность председателя Рижского совета рабочих депутатов.

## Эвакуация Исколата
После захвата Риги подразделениями кайзеровской 8-й армии правительство Исколата и члены рижского городского совета вынуждены были эвакуироваться в Валмиеру, а осенью этого же года в связи с масштабным наступлением немецких войск этот орган коммунистической власти переместился в Валку. Рудольф Эндруп сперва руководил подпольной борьбой в оккупированной кайзеровскими войсками Риге. После того, как вся территория будущей Латвии оказалась оккупированной германским военным контингентом (февраль 1918 года), Исколат эвакуировался в Москву.

## Министерские посты в правительстве ЛССР
В конце 1918 года правительством Советской России (к этому времени уже РСФСР) было принято решение об освобождении латвийской территории от немецкого военного присутствия. В связи с этим 23 ноября 1918 года латышские стрелки и части Красной армии пересекли границы Латвии и, освободив Зилупе, продолжили победное продвижение к Риге. 1 января 1919 года после Инчукалнского боя путь к Риге был открыт, а 2 января правительство Ульманиса начало эвакуацию. 3 января Рига была освобождена, и началось формирование новых органов власти социалистической Латвии, в правительстве которой Рудольф Эндруп сперва получил пост министра финансов, а затем министра продовольствия.

## Деятельность в Коминтерне, руководство издательствами, расстрел, реабилитация
После падения социалистической республики 22 мая 1919 года эвакуировался в Псков, где стал активным участников зарубежного представительства Коммунистической партии Латвии, а с 1920 года принимал участие в деятельности латышской секции Коминтерна. Также занимался организацией работы профсоюзов. В 1920-е годы вернулся к политической журналистике, редактировал латышские коммунистические органы печати, возглавлял издательства КПЛ «Спартак» («Spartaks») и «Прометей» («Prometejs»). Также работал в Госбанке.
12 марта 1937 года был арестован (на момент ареста проживал в Москве по адресу Тихвинский переулок дом 11, квартира 23), заключён в психоневрологическую лечебницу, затем подвергся высылке в ГУЛАГ. По первоначальным документальным данным, он скончался 27 июня 1942 года, однако в дальнейшем было установлено, что он был расстрелян в 1938 году на полигоне НКВД «Коммунарка». В дальнейшем был признан необоснованно репрессированным, что повлекло за собой его посмертную реабилитацию в 1955 году.